# Lesk (rzeka)
Lesk (Leśna Woda, niem. Lässig) – rzeka, prawy dopływ Bobru o długości 23,65 km.
Rzeka płynie w województwie dolnośląskim, w Sudetach Środkowych. Wypływa na południowy wschód od Boguszowa-Gorców, na Wyżynie Unisławskiej w Górach Kamiennych. Płynie najpierw w kierunku północno-zachodnim, później przeważnie zachodnim, w obniżeniu stanowiącym granicę między Górami Kamiennymi a Górami Wałbrzyskimi, wzdłuż odcinka linii kolejowej Wrocław-Wałbrzych-Jelenia Góra wykorzystującego to obniżenie. Przepływa przez Boguszów-Gorce, Czarny Bór, Witków, Jaczków i Sędzisław, gdzie uchodzi do Bobru.
Jej lewymi dopływami są Miła, Grzędzki Potok i Mianka.